# Canthidium trinodosum
Canthidium trinodosum là một loài bọ cánh cứng trong họ Bọ hung (Scarabaeidae).